# Verbena hirta
Verbena hirta — вид трав'янистих рослин родини Вербенові (Verbenaceae), поширений у сх. і пд. Бразилії, пн. Аргентині, Уругваї.

## Поширення
Поширений у сх. і пд. Бразилії, пн. Аргентині, Уругваї.